# Соснковский, Казимеж
Казимеж Соснковский (пол. Kazimierz Sosnkowski; 7 [19] ноября 1885, Варшава, Царство Польское, Российская империя — 11 октября 1969, Арундел, Канада) — польский генерал (1918).

## Биография
Казимеж Соснковский родился в Варшаве 19 ноября 1885 года в дворянской семье, отец — Юзеф Богдан, мать — София. Вырос в Санкт-Петербурге.
Окончив с отличием классическую гимназию, в 1905 году он возвращается в Варшаву. За участие в студенческих волнениях в период революции 1905 года исключён из Варшавского политехнического института. Активный член боевой организации Польской социалистической партии (ППС), после разгрома которой в 1907 году эмигрировал в Галицию, где с 1908 года активно участвовал в создании подпольных польских стрелецких дружин. Учился во Львовском политехническом институте.
Первую мировую войну Соснковский встретил в звании подполковника на должности начальника штаба 1-й бригады австрийского Польского легиона, сражавшегося на стороне Центральных держав. В 1916 году он стал полковником и командиром 1-й бригады, а в следующем году был назначен главой военного департамента Временного государственного комитета. За отказ легионеров присягать немецкому кайзеру в конце июля 1917 года, он был арестован и посажен в тюрьму Шпандау. Затем его перевели в Магдебург.
После победы революции в Германии в ноябре 1918 года Соснковский был выпущен из тюрьмы, и уже через два дня после освобождения был произведён в генералы. В этом звании он стал командующим Варшавским военным округом, а затем получил пост военного министра.
После окончания советско-польской войны, во время которой Соснковский командовал резервной армией, вернулся к должности военного министра. В феврале 1924 года становится председателем Военного совета страны и командующим Познанским военным округом. Он принимал участие в работе Женевской конференции по разоружению, возглавляя польскую делегацию.
В 1928 году был назначен инспектором армии «Полесье». Руководил строительством укрепрайонов на польской границе с СССР.
В 1936 году получил звание генерала брони.
Во время германского вторжения в Польшу был назначен командующим Южным фронтом.
После поражения Польши Соснковскому удалось пересечь границу с Венгрией и далее добраться до Парижа, куда он прибыл 11 октября. В новом правительстве Сикорского Соснковский возглавил комитет министров по делам страны, приступив к этой должности 13 ноября 1939 года. Одновременно возглавил «Союз вооружённой борьбы» — польское движение сопротивления.
После капитуляции Франции Соснковский, вместе с правительством Сикорского, перебрался в Лондон. Был противником восточной политики Сикорского, резко протестовал против соглашения Сикорского — Майского, в связи с чем в июле 1941 года ушёл в отставку. После гибели Сикорского 4 июля 1943 года, Соснковский был назначен главнокомандующим польскими вооружёнными силами. С 1944 года верил в перспективу третьей мировой войны и полный разгром в этой войне Советского Союза. Расчеты Соснковского и его соратников на начало новой войны были известны Сталину, о чем посол Гарриман своевременно проинформировал руководство США.. 13 июля 1944 года Черчилль в телеграмме, направленной Сталину, обещал сместить Соснковского с должности. 30 сентября 1944 года генерал Сосновский был вынужден уйти со своего поста и выехать в Канаду. Поселился в окрестностях Монреаля.
С 1958 года стал страдать от проблем с сердцем, перенёс два инфаркта, в последние годы жизни практически ослеп.
Скончался 11 октября 1969 года. Тело было кремировано, урна с прахом захоронена в Париже в костёле Святого Станислава, согласно его завещанию — генерал хотел быть похороненным как можно ближе к Польше и вернуться на родину как только падёт коммунистический режим. Спустя некоторое время его останки были перенесены в склепа Польского историко-литературного товарищества на кладбище в Монморанси под Парижем.
12 ноября 1992 года урна с прахом Казимежа Соснковского была доставлена в Польшу и захоронена в варшавском костёле Святого Иоанна Крестителя.

## Память
- По случаю 120-й годовщины со дня рождения генерала, Сейм Польши почтил его память[9].